# Gaston Hubin
Pour les articles homonymes, voir Hubin.
Gaston Hubin est un footballeur belge né le 11 juillet 1886 à Bruxelles (Belgique) et mort le 13 septembre 1950.
Il a été défenseur à l'Excelsior SC de Bruxelles et au Racing Club de Bruxelles avant la guerre 1914-1918. 
Il a été international belge à 21 reprises de 1908 à 1914.

## Palmarès
- International belge A de 1908 à 1914 (21 sélections et 1 but marqué)
- Première sélection : le 26 octobre 1908, Belgique-Suède, 2-1